# Iglesia de Nuestra Señora de Jesús

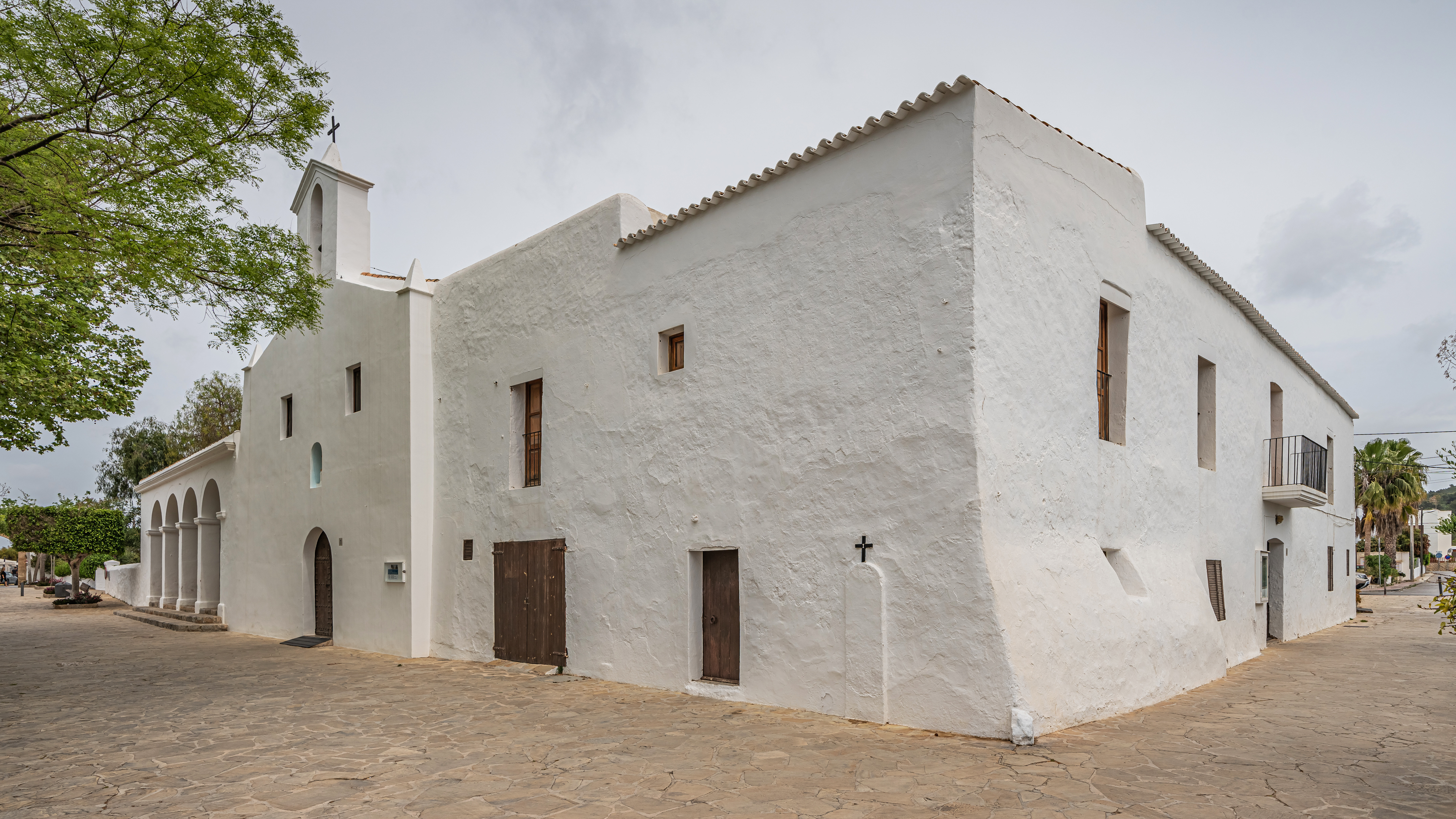
Iglesia de Nuestra Señora de Jesús

Die Iglesia de Nuestra Señora de Jesús, auch Iglesia de la Mare de Déu de Jesús  oder kurz Iglesia de Jesús, ist eine Kirche in der Stadt Santa Eulària des Riu auf der Baleareninsel Ibiza.
Die Kirche wurde im 15. Jahrhundert von den Franziskanern erbaut und Mitte des 16. Jahrhunderts erweitert, das Hauptschiff mit einem neuen höheren  Gewölbe angelegt, wo sich das Presbyterium und das gotische Altarbild befinden. Der Rest ist mit Tonnengewölbe bedeckt. Die Kirche wurde 1549 eingeweiht und im Jahr 1580 den Dominikanermönchen übergeben, die sich auf der Insel niederließen. Die Kirche wurde von Seeleuten genutzt, die außerhalb der Stadtmauern von Eivissa (Dalt Vila) wohnten.
1785 wurde die Kirche nach der Gründung des Bistums Ibiza und der Ankunft des ersten Bischofs Manuel Abad y Lasierra Pfarrei. Die Kirche erfuhr neue Modifikationen, wie die Schaffung der Capella fonda mit sechs Seitenkapellen und der Vorhalle mit Säulen und Bögen, die im späten neunzehnten und frühen zwanzigsten Jahrhundert errichtet wurden. Daneben befinden sich auch die Häuser des Rektors und des Vikars.
In der Kirche befindet sich ein mehrteiliges Altarbild mit dem Bild der Thronenden Maria mit dem Kind im Mittelpunkt, umgeben von einer Reihe von Heiligenbildern. Die Predella enthält Szenen aus dem Marienleben. Das Retabel wird der Werkstatt des valencianischen Malers Rodrigo de Osona und seinen Söhnen Francisco und Jerónimo zugeschrieben.